# 原始元 (集合論)
数学分野の集合論において、原始元(げんしげん、英語: urelement ドイツ語の接頭辞 ur- は「原始的な」を意味する)とはオブジェクトであってそれ自身は集合でないが、集合の要素には成り得るもののことである。原始元は原子、アトムとも呼ばれることがある。また、日本語文献でも翻訳せずにurelementのまま用いられることも多い。原始元は空集合とは異なるものである。

## 理論
一階述語論理において原始元を扱う方法にはいくつかの、しかし本質的に同値な方法がある。
方法の一つは、集合と原始元の二つのソートをもつ一階述語論理で作業することである。a ∈ b は b が集合のときのみ定義される。U が原始元であるとき、{\displaystyle X\in U} という式に意味がないが、{\displaystyle U\in X} を論ずることは完全に正当である。
もう一つの方法は、ソートの数は一つのまま、集合と原始元を区別するための単項関係記号を追加した一階述語の構造で作業することである。空でない集合は要素を持つが、原始元は要素を持たないので、その単項関係は空集合と原始元を区別するためだけに必要である。この場合、外延性の公理は原始元ではないオブジェクトにのみ適用されるように定式化されなければならないことに注意しなければならない。
この状況は、集合とクラスの理論の扱いに類似している。実際、原始元はある意味で真のクラスと双対である: 原始元は要素を持つことができないのに対して、真クラスは要素になることができない。別の言い方をすれば、所属関係について原始元は極小なオブジェクトであるのに対して、真クラスは極大なオブジェクトである。（もちろん、この場合の所属関係は順序関係を構成していないので、このアナロジーを文字通りに受け取ってはいけない。）

## 集合論における原始元
1908年のツェルメロ集合論の論文では原始元が含まれており、これが今日ZFAやZFCA (すなわちZFAに選択公理を加えたもの)と呼ばれるものの一種である。 公理的集合論と密接に関連する文脈では、集合論は原始元を持たない理論で簡単にモデル化できるので、原始元は必要ないことがすぐにわかった。したがって、公理的集合論ZFとZFCの標準的な説明では、原始元については触れていない（例外については、Suppesを参照）。集合論の公理化であって原始元を呼び出すものには、原始元付きクリプキ＝プラテック集合論や、メンデルソンによって記述されたフォン・ノイマン＝ベルナイス＝ゲーデル集合論の変形がある。 型理論では、型0のオブジェクトを原始元、アトムと呼ぶことができる。
新基礎集合論(NF)に原始元を追加してNFUを生成する試みは、驚くべき結果をもたらす。特に、ジェンセンは、ペアノ算術に対するNFUの相対的無矛盾性を証明した。一方、何に対してもNFの無矛盾性は未解決のままであり、ホームズによるZFに対する無矛盾性の証明が検証されるのを待たれている。さらに、NFUは無限公理と選択公理で補強されても相対的無矛盾性を保っている。一方、選択公理の否定は、不思議なことにNFの定理である。ホームズ(1998)は、これらの事実を、NFUがNFよりも数学の基礎として成功している証拠であるとしている。ホームズはさらに、我々はあらゆる理論や物理的宇宙の対象を原始元とみなすことができることを理由に集合論は原始元がない場合よりもある場合の方が自然であると主張している。有限論的集合論では、原始元は物理的対象の原子的構成要素や組織のメンバーなど、対象となる現象の最も低レベルの構成要素にマッピングされる。

## クワイン原子
原始元に対する別のアプローチとして、原始元を集合以外のオブジェクトの一種としてではなく、集合の特定の一種として考えるものがある。クワイン原子(ウィラード・ヴァン・オーマン・クワインにちなむ)は、自分自身しか含まない集合、つまり x = {x} という式を満たす集合である。
クワイン原子は、正則性公理を含む集合論の体系には存在できないが、非有基的集合論には存在できる。正則性公理を取り除いたZF集合論は、非整礎集合が存在することを証明することはできないが（矛盾していない限り、その場合は任意の文が証明できることになってしまう）、クワイン原子の存在とは両立する。アクゼルの反基礎公理は、唯一無二のクワイン原子が存在することを導く。他の非有基的理論は、多くの異なるクワイン原子を認めるかもしれない; その極地にあるのがBoffaの超普遍性の公理で、これは異なるクワイン原子が真クラスを形成することを導く。
クワイン原子はクワインの新基礎集合論にも登場し、このような集合が複数存在することを認めている。
クワイン原子は、ピーター・アクゼルによって反射的集合(英語: reflexive set)と呼ばれる唯一の集合であるが、
他の著者、例えばジョン・バーワイズやローレンス・モスは、後者の用語を x ∈ x の性質を持つより大きなクラスの集合を表すのに使っている。